# Cob
|  | Per a altres significats, vegeu «Cob (material)». |

El cob (Kobus kob) és un mamífer africà de la família dels bòvids. El cob viu a la franja de l'Àfrica subsahariana, d'est a oest. Mai no s'allunya de zones humides com els prats herbosos o els marges dels boscos. Aquest antílop gran té un pelatge marró clar, amb algunes lleugeres variacions cromàtiques d'un exemplar a l'altre. Al voltant dels ulls, la gola i al llarg de tot l'abdomen, presenta una coloració clara que tendeix al blanc. Les potes són negres. Les banyes dels mascles tenen forma de lira i giren en espiral.